# Тимошкин, Фёдор Фёдорович
Фёдор Фёдорович Тимо́шкин (1872 — после 1927) — правомонархический деятель, член III Государственной думы от русского населения Закавказья.

## Биография
Православный, крестьянин Петровского уезда Саратовской губернии, родился в селе Чиндясы Старо-Захаркинской волости.
Окончил земскую школу. Оставшись круглым сиротой в 11 лет, проживал в Саратове и Астрахани, где служил по коммерческой части. Воинскую повинность отбывал в Туркестанском военном округе, по артиллерийскому ведомству старшим счетчиком.
По отбытии воинской повинности поступил в Астрахани на службу в контору наследников А. Н. Бекунова помощником заведующего оптовым складом вина и спирта. В 1901 году, с введением монополии, был командирован в Баку в качестве кассира на правах помощника управляющего делами торгового дома, в следующем же году был назначен управляющим отделения наследников A. Н. Бекунова в Тифлисе, состоя таковым до избрания в Государственную думу. Кроме того, занимался торговлей и заведовал стекольным складом. В 1905 году стал одним из учредителей Русского патриотического общества в Тифлисе, затем был товарищем председателя и почетным членом этого общества.
В 1907 году был избран членом III Государственной думы от русского населения Закавказья. Входил во фракцию правых. Состоял членом комиссий: по запросам, бюджетной, по рабочему вопросу, по переселенческому делу, по рыболовству, бюджетной, по направлению законодательных предположений, по хлопководству. При обсуждении декларации Совета министров высказал собственные предложения относительно кавказской политики. Также выступал за сохранение волостного суда, борьбу с браконьерством на Каспии и государственную монополию в нефтяной отрасли. Весной 1909 года исполнял обязанности председателя Крестьянской монархической группы, позднее в том же году преобразованной во внепартийную Крестьянскую группу под председательством М. Д. Челышева, при этом Тимошкин стал старшим товарищем председателя группы.
Публиковал статьи, посвященные думской деятельности, в газете «Русское знамя». Был членом Главного совета Союза русского народа (1909—1910) и его почётным членом с правами члена-учредителя, во время раскола партии поддержал А. И. Дубровина, в 1911 году вышел из состава ревизионной комиссии, Главного совета и из числа учредителей СРН. Также был членом Русского собрания и Русского окраинного общества. По окончании полномочий III Государственной думы вернулся в Тифлис. После смерти Н. Н. Шаврова возглавил Русское окраинное общество на Кавказе.
Как сообщал Саратовский вестник в 1912 году Тимошкин планировал выставить свою кандидатуру на волостных крестьянских выборах в Государственную думу 4-го созыва от родной для него Старо-Захаркинской волости. В июне 1912 Тимошкин прислал письмо местному священнику с просьбой о содействии в выдвижении. При этом он ссылался на свою опытность и осведомленность в делах Думы и обещал помочь своим односельчанам, и письме он выражал уверенность, что если он пройдёт от своей волости, "губернию" он пройдет непременно. Как известно, в 4-ю Думу Тимошкин избран не был.
Детально судьба после 1917 года неизвестна. В 1927 году проживал в Ново-Пятигорске и занимался извозом, 14 июня 1927 года был арестован и заключен в Соловецкий лагерь на 3 года.